# Raorchestes
Raorchestes és un gènere d'amfibis anurs de la família racofòrids que es distribueixen entre el sud i l'est d'Àsia. Moltes de les seves espècies estaven anteriorment incloses en el gènere Philautus.

## Llista d'espècies

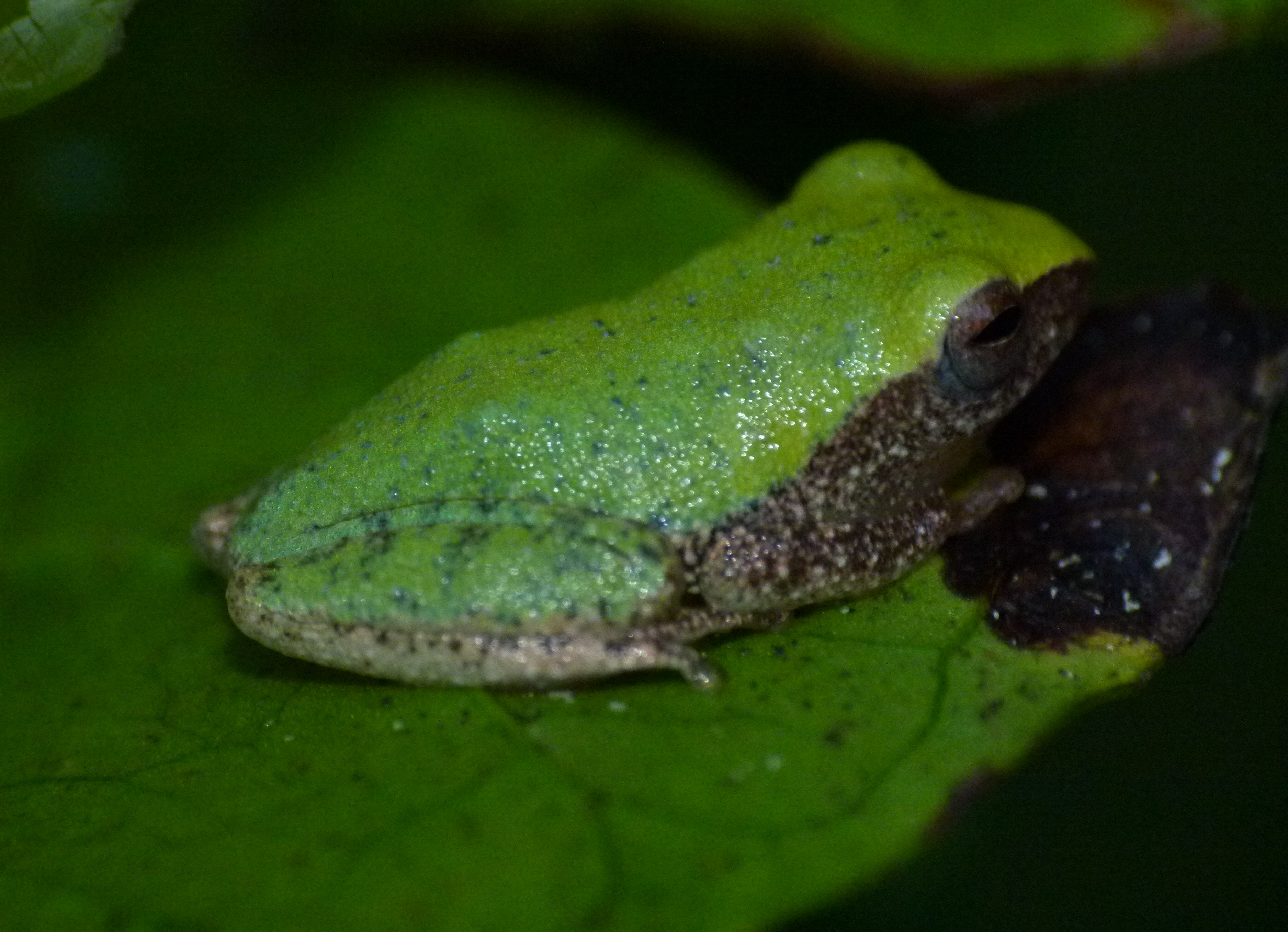
Raorchestes akroparallagi

Es reconeixen les següents 62 espècies:
- Raorchestes agasthyaensis Zachariah, Dinesh, Kunhikrishnan, Das, Raju, Radhakrishnan, Palot &, Kalesh, 2011
- Raorchestes akroparallagi (Biju & Bossuyt, 2009)
- Raorchestes anili (Biju & Bossuyt, 2006)
- Raorchestes annandalii (Boulenger, 1906)
- Raorchestes archeos[3] Vijaykumar, Dinesh, Prabhu & Shanker, 2014
- Raorchestes aureus Vijaykumar, Dinesh, Prabhu & Shanker, 2014
- Raorchestes beddomii (Günther, 1876)
- Raorchestes blandus Vijaykumar, Dinesh, Prabhu & Shanker, 2014
- Raorchestes bobingeri (Biju & Bossuyt, 2005)
- Raorchestes bombayensis (Annandale, 1919)
- Raorchestes chalazodes (Günther, 1876)
- Raorchestes charius (Rao, 1937)
- Raorchestes chlorosomma (Biju & Bossuyt, 2009)
- Raorchestes chotta (Biju & Bossuyt, 2009)
- Raorchestes chromasynchysi (Biju & Bossuyt, 2009)
- Raorchestes coonoorensis (Biju & Bossuyt, 2009)
- Raorchestes crustai Zachariah, Dinesh, Kunhikrishnan, Das, Raju, Radhakrishnan, Palot &, Kalesh, 2011
- Raorchestes dubois (Biju & Bossuyt, 2006)
- Raorchestes echinatus Vijaykumar, Dinesh, Prabhu & Shanker, 2014
- Raorchestes flaviocularis Vijaykumar, Dinesh, Prabhu & Shanker, 2014
- Raorchestes flaviventris (Boulenger, 1882)
- Raorchestes ghatei[4] Padhye AD, Sayyed A, Jadhav A,Dahanukar, 2013
- Raorchestes glandulosus (Jerdon, 1854)
- Raorchestes graminirupes (Biju & Bossuyt, 2005)
- Raorchestes griet (Bossuyt, 2002)
- Raorchestes gryllus (Smith, 1924)
- Raorchestes hassanensis (Dutta, 1985)
- Raorchestes honnametti[5] Gururaja, Priti, Roshmi & Aravind, 2016
- Raorchestes indigo Vijaykumar, Dinesh, Prabhu & Shanker, 2014
- Raorchestes jayarami (Biju & Bossuyt, 2009)
- Raorchestes johnceei Zachariah, Dinesh, Kunhikrishnan, Das, Raju, Radhakrishnan, Palot &, Kalesh, 2011
- Raorchestes kadalarensis Zachariah, Dinesh, Kunhikrishnan, Das, Raju, Radhakrishnan, Palot &, Kalesh, 2011
- Raorchestes kaikatti (Biju & Bossuyt, 2009)
- Raorchestes kakachi[6] Seshadri, Gururaja & Aravind, 2012
- Raorchestes lechiya Zachariah, Cyriac, Chandramohan, Ansil, Mathew, Raju & Abraham, 2016
- Raorchestes leucolatus Vijaykumar, Dinesh, Prabhu & Shanker, 2014
- Raorchestes longchuanensis (Yang & Li, 1978)
- Raorchestes luteolus (Kuramoto & Joshy, 2003)
- Raorchestes manipurensis (Mathew & Sen, 2009)
- Raorchestes manohari Zachariah, Dinesh, Kunhikrishnan, Das, Raju, Radhakrishnan, Palot &, Kalesh, 2011

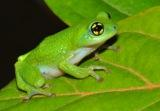
Raorchestes chalazodes

- Raorchestes marki (Biju & Bossuyt, 2009)
- Raorchestes menglaensis (Kou, 1990)
- Raorchestes munnarensis (Biju & Bossuyt, 2009)
- Raorchestes nerostagona (Biju & Bossuyt, 2005)
- Raorchestes ochlandrae (Gururaja, Dinesh, Palot, Radhakrishnan & Ramachandra, 2007)
- Raorchestes parvulus (Boulenger, 1893)
- Raorchestes ponmudi (Biju & Bossuyt, 2005)
- Raorchestes primarrumpfi[3] Vijaykumar, Dinesh, Prabhu & Shanker, 2014
- Raorchestes ravii[2] Zachariah, Dinesh, Kunhikrishnan, Das, Raju, Radhakrishnan, Palot &, Kalesh, 2011
- Raorchestes resplendens Biju, Shouche, Dubois, Dutta & Bossuyt, 2010
- Raorchestes sahai (Sarkar & Ray, 2006)
- Raorchestes shillongensis (Pillai & Chanda, 1973)
- Raorchestes signatus (Boulenger, 1882)
- Raorchestes silentvalley Zachariah, Cyriac, Chandramohan, Ansil, Mathew, Raju & Abraham, 2016
- Raorchestes sushili (Biju & Bossuyt, 2009)
- Raorchestes terebrans (Das & Chanda, 1998)

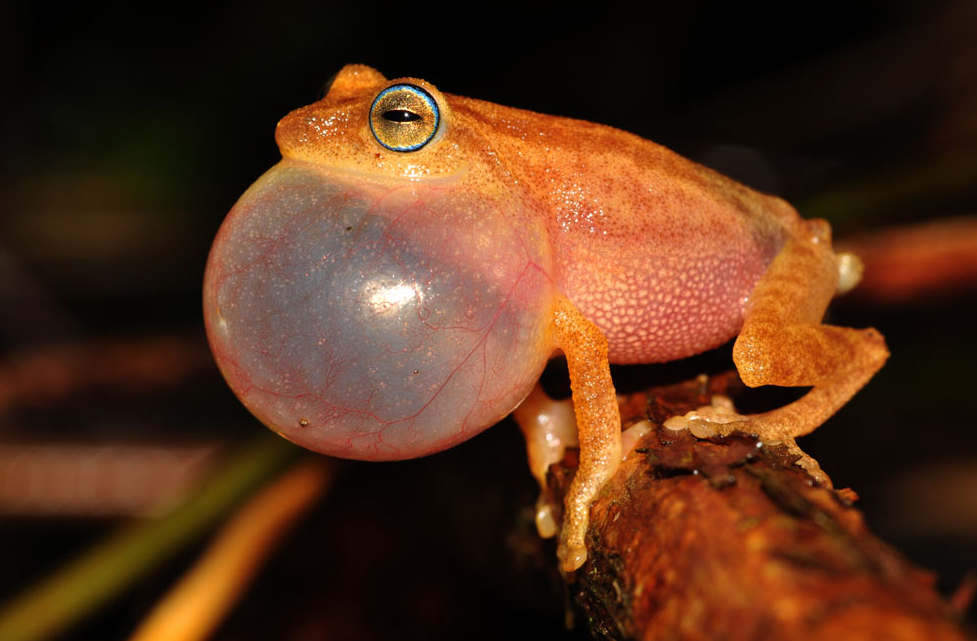
Mascle de Raorchestes luteolus cantant.

- Raorchestes theuerkaufi[2] Zachariah, Dinesh, Kunhikrishnan, Das, Raju, Radhakrishnan, Palot &, Kalesh, 2011
- Raorchestes thodai Zachariah, Dinesh, Kunhikrishnan, Das, Raju, Radhakrishnan, Palot &, Kalesh, 2011
- Raorchestes tinniens (Jerdon, 1854)
- Raorchestes travancoricus (Boulenger, 1891) (extinta)[7]
- Raorchestes tuberohumerus (Kuramoto & Joshy, 2003)
- Raorchestes uthamani Zachariah, Dinesh, Kunhikrishnan, Das, Raju, Radhakrishnan, Palot &, Kalesh, 2011

## Publicació original
- Biju, S. D., I. S. Shouche, A. Dubois, S. K. Dutta & F. Bossuyt. 2010. A ground-dwelling rhacophorid frog from the highest mountain peak of the Western Ghats of Índia. Current Science, vol.98, p.1119-1125 (text íntegre).